# Germania Est ai XV Giochi olimpici invernali
La Germania Est partecipò ai XV Giochi olimpici invernali, svoltisi a Calgary, Canada, dal 13 al 28 febbraio 1988, con una delegazione di 53 atleti impegnati in otto discipline.